# Historia wspinaczki
Historia wspinaczki

## Ważne daty w historii wspinaczki na świecie
- 400 p.n.e. – chińskie akwarele przedstawiające ludzi wspinających się na skały
- 1492 – Antoine de Ville z załogą wspiął się (z rozkazu króla francuskiego Karola VIII) na Mont Aiguille, 300-metrową turnię skalną w masywie Vercors na południe od Grenoble, wykazując tym możliwości ówczesnych technik oblężniczych
- 1786 – pierwsze wejście na Mont Blanc, często uważane za początek alpinizmu (współczesnej wspinaczki górskiej) – dr Michel Paccard i przewodnik Jacques Balmat
- 1865 – zdobycie Matterhornu (Edward Whymper i przewodnik Michel Croz w 7-osobowym zespole), będące zwieńczeniem okresu tzw. Złotego Wieku (pierwszych wejść na najwybitniejsze szczyty) w Alpach
- 1875 – pierwsze wejście na Half Dome w Parku Narodowym Yosemite (George G. Anderson, dziś drogą zwykłą i ułatwioną, zwaną Cable Route)
- 1887 – Georg Winkler wchodzi na turnię Vajolet w Dolomitach, upowszechniając wspinaczkę w tym regionie
- 1933 – nowa droga (obecnie zwana drogą Comiciego) zdobyta kontrowersyjną wówczas techniką sztucznych ułatwień na północnej ścianie Cima Grande w masywie Tre Cime di Lavaredo w Dolomitach (Emilio Comici oraz bracia Angelo i Giuseppe Dimai)
- 1938 – Riccardo Cassin, Luigi Esposito i Ugo Tizzoni wytyczają jedną z klasycznych i do dziś najsłynniejszych dróg alpejskich, Filar Walkera na północnej ścianie Grandes Jorasses
- 1938 – pierwsze przejście północnej ściany Eigeru (zespół niemiecko-austriacki, Anderl (Andreas) Heckmair i Ludwig Vörg, Heinrich Harrer i Fritz Kasparek)
- 1950 – pierwsze wejście na ośmiotysięcznik (Annapurna, Maurice Herzog i Louis Lachenal)
- 1953 – zdobycie Mount Everestu (Edmund Hillary i Tenzing Norgay)
- 1955 – Walter Bonatti wytycza samotnie nową drogę południowo-zachodnim filarem Petit Dru (zwanym dziś Filarem Bonattiego), w sześć dni
- 1958 – pierwsze przejście drogi Nose na El Capitan (Warren Harding, Wayne Merry i George Whitmore), wymagające wielu nowych technik (łącznie 45 dni w ścianie, w wielu próbach od lipca 1957 do listopada 1958)
- 1986 – Reinhold Messner zdobywa jako pierwszy Koronę Himalajów i Karakorum

## Ważne daty w historii wspinaczki związane z Polską lub Polakami
- 1818 – Antoni Malczewski jako pierwszy z Polaków zdobywa Mont Blanc (8. wejście w ogóle, z 11 przewodnikami); w tym samym roku trzy dni wcześniej, w ramach przygotowań dokonuje pierwszego wejścia na Aiguille du Midi (wraz z 5 przewodnikami)
- 1879 lub 1880 – Jan Gwalbert Pawlikowski i przewodnik Maciej Sieczka wchodzą na Mnicha; data ta jest uznawana za moment narodzin nowoczesnego polskiego taternictwa, rozumianego jako poszukiwanie i pokonywanie trudności technicznych dla nich samych
- 1910 – Henryk Bednarski, Józef Lesiecki, Leon Loria i Stanisław Zdyb przechodzą południową ścianę Zamarłej Turni
- 1955 – Jan Długosz i Andrzej Pietsch wytyczają tzw. Wariant R środkiem wschodniej ściany Mnicha
- 1962 – Eugeniusz Chrobak, Zygmunt Andrzej Heinrich, Janusz Kurczab i Krzysztof Zdzitowiecki zdobywają Filar Kazalnicy Mięguszowieckiej
- 1978 – Wanda Rutkiewicz wchodzi na Mount Everest jako pierwsza osoba z Polski, pierwsza Europejka oraz trzecia kobieta
- 1980 – Krzysztof Wielicki i Leszek Cichy zdobywają zimą Mount Everest (jest to zarazem pierwszy w ogóle ośmiotysięcznik zdobyty zimą)
- 1986 - Wanda Rutkiewicz zdobywa K2 jako pierwsza kobieta i pierwszy Polak
- 1987 – Jerzy Kukuczka zdobywa jako drugi Koronę Himalajów i Karakorum
- 1991 – pierwsze klasyczne przejście Wariantu R na wschodniej ścianie Mnicha przez Piotra Dawidowicza i Michała Waydę
- 1996 – Krzysztof Wielicki zdobywa jako drugi Polak Koronę Himalajów i Karakorum

## Historia rozwoju sprzętu i technik wspinaczkowych
- 1492 – Antoine de Ville używa podczas wspinaczki na Mont Aiguille technik stosowanych w tamtych czasach przy oblężeniach zamków (między innymi wykorzystanie lin oraz haków)
- XVIII wiek – w Alpach powszechnie używa się kijów alpejskich oraz siekier w charakterze podobnym do obecnych czekanów[1]
- 1909 – Mariusz Zaruski zaleca używanie linki lawinowej oraz łopaty w charakterze szufli lawinowej[2]
- 1900–1910 – włoscy i niemieccy wspinacze zaczynają używać haków oraz znacznie rozwijają techniki linowe
- 1910 – Otto Herzog po raz pierwszy używa do wspinaczki karabinka wzorowanego na sprzęcie strażackim
- 1910–1914 – Hans Dülfer proponuje użycie sprzętu wspinaczkowego do pokonywania miejsc niemożliwych do przejścia klasycznie; również wymyśla zjazd w kluczu zjazdowym
- 1926 – Morley Wood używa do asekuracji kamieni klinowanych w szczelinach (pierwowzór kostek)
- 1922 – George Ingle Finch przygotowuje śpiwór puchowy (przypuszczalnie pierwszy) na wyprawę na Mount Everest; pierwsze użycie aparatury tlenowej